# Masahiro Andō (Fußballspieler)
Masahiro Andō (japanisch 安藤 正裕 Andō Masahiro; * 2. April 1972 in Sakado, Präfektur Saitama) ist ein ehemaliger japanischer Fußballspieler.

## Nationalmannschaft
1999 debütierte Andō für die japanische Fußballnationalmannschaft. Mit der japanischen Nationalmannschaft qualifizierte er sich für die Copa América 1999.

## Errungene Titel
- J. League: 1999
- J. League Cup: 1996